# Mars dormant
Mars dormant est une peinture à l'huile sur panneau de bois du peintre du siècle d'or néerlandais Hendrick ter Brugghen, réalisée vers 1629 et conservée au Centraal Museum d'Utrecht (Pays-Bas).

## Description
Le tableau représente un soldat en train de dormir. Il porte une armure ornée, mais a retiré ses jambières. Il tient dans une main son épée, son autre bras repose sur un tambour. L'armure est de type milanais, il s'agit d'un modèle datant des années 1580 et largement répandu en Hollande à l'époque du tableau. Sur le côté gauche du plastron figure la gravure d'un lion.
La position de l'homme appuyé sur un coude et l'ombre portée sur ses yeux sont une représentation classique du tempérament mélancolique selon la théorie des humeurs du XVIIe siècle.
Le tableau a été agrandi par l'ajout de panneaux de bois latéraux au moment de son encadrement, vers 1650. Il est signé « HTBrugghen fecit 1629 », bien qu'on puisse aussi lire la date de 1624 ou 1625,.

## Analyse
Il est communément admis que l'homme représenté est Mars, dieu gréco-romain de la guerre. La date d'exécution de la peinture place celle-ci en pleine guerre de Quatre-Vingts Ans entre les Provinces-Unies et l'Espagne. En 1629, après une série de défaites, l'Espagne fait une offre de paix aux Provinces-Unies. La population néerlandaise est divisée sur la politique à mener : les protestants radicaux refusent de baisser les armes alors que les élites économiques sont plus favorables à la fin des combats. L'assoupissement du dieu de la guerre représente ainsi l'espoir de voir la guerre cesser et la paix revenir.

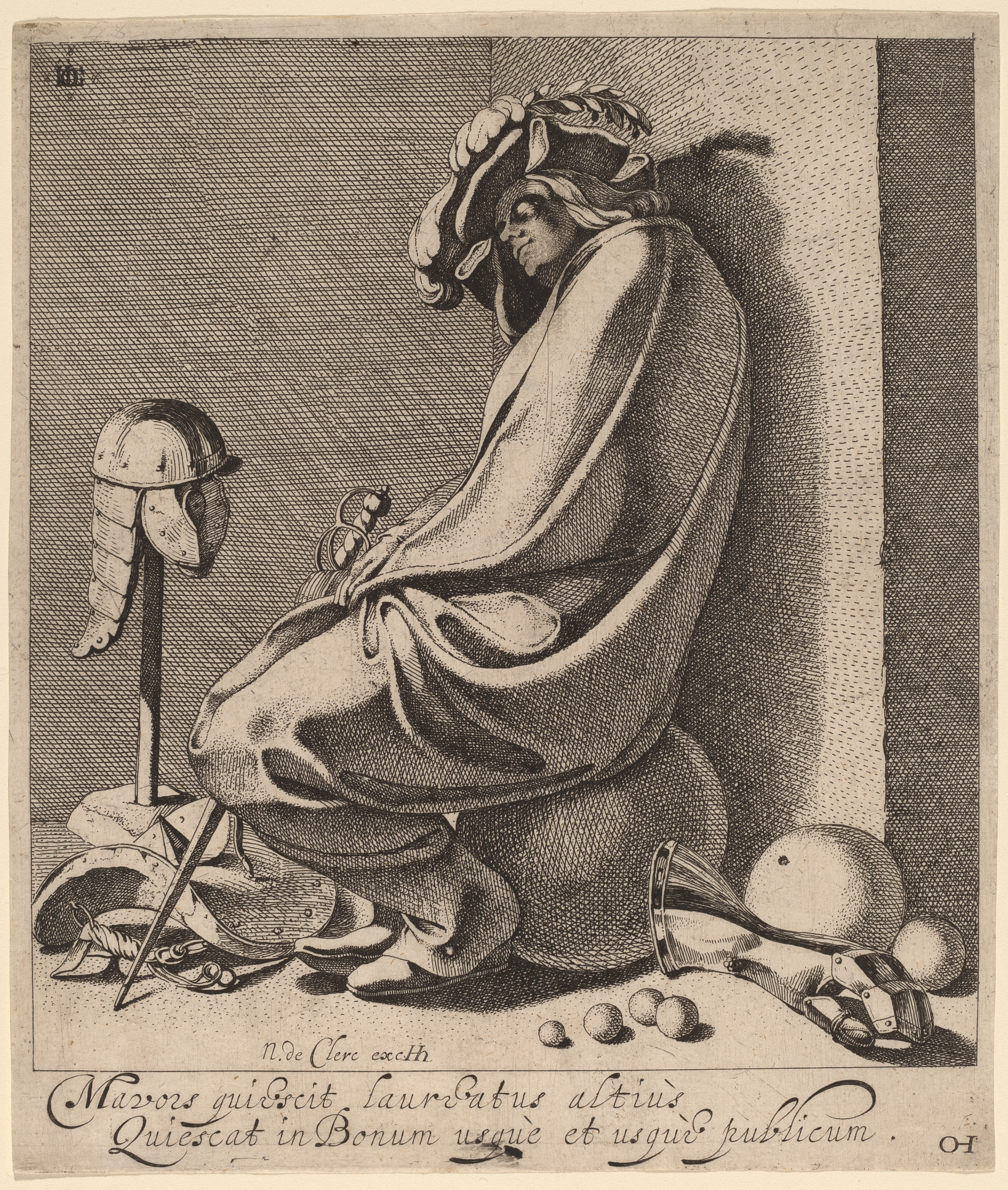
Jacob de Gheyn III, Mars dormant, 1618, National Gallery of Art.

Cette interprétation rejoint le symbolisme d'une gravure de Jacob de Gheyn III datant de 1618, représentant également Mars assoupi. La gravure comporte la légende suivante : « Mars se repose après s'être couvert de gloire ; qu'il se repose désormais plus glorieusement encore, pour le bien du peuple ».

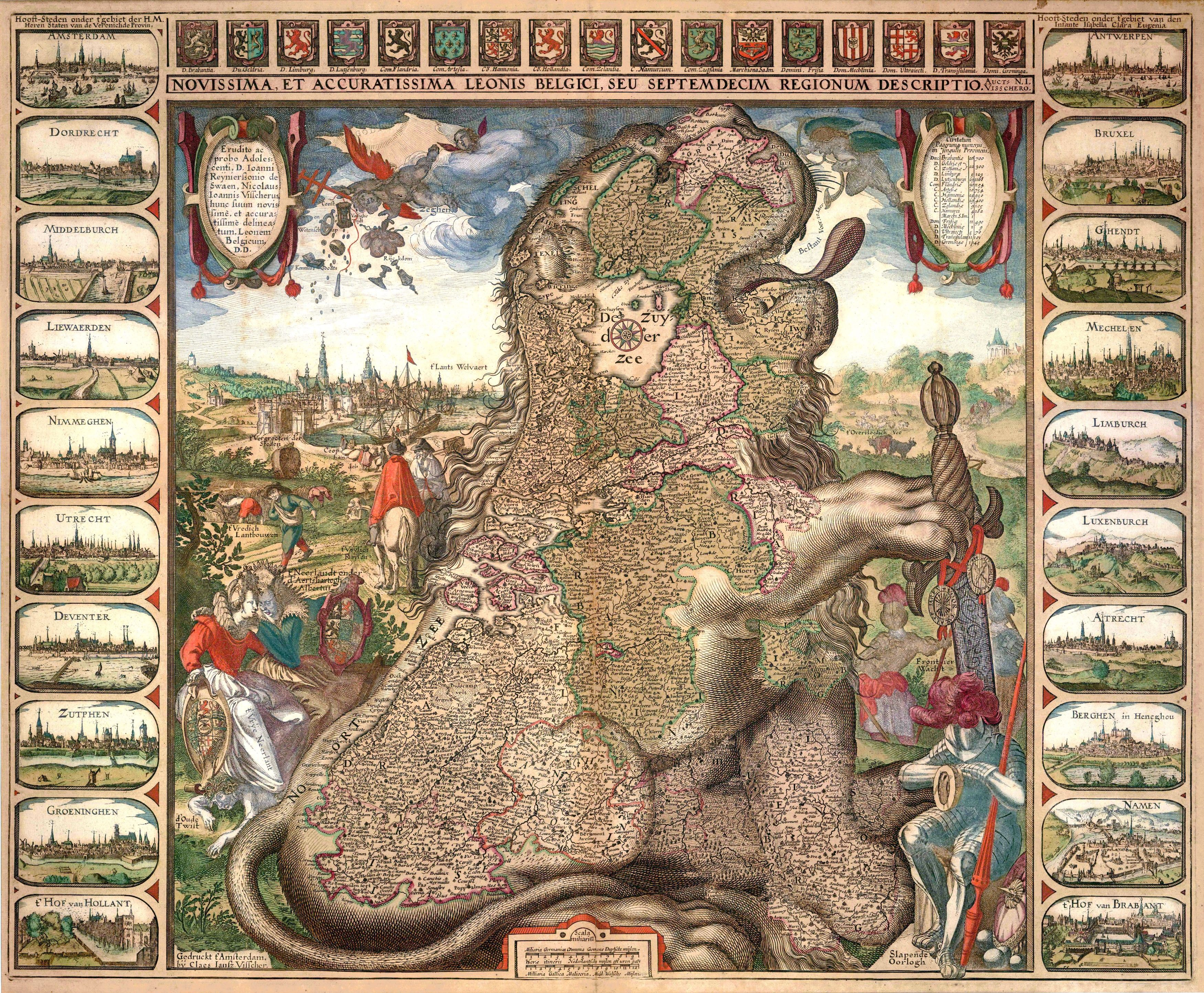
Claes Jansz Visscher, Leo Belgicus, 1611-1621.

Le pacifisme de l'œuvre est nuancée par le symbole figurant sur l'armure de Mars. Le lion est le lion Belgique (Leo Belgicus), symbole patriotique des Pays-Bas. Il n'est pas représenté sous sa forme héraldique classique mais est disposé de façon que la forme du lion rappelle la forme géographique du pays : une représentation symbolique courante à l'époque.
Selon une autre interprétation, la morale de l'œuvre ne serait pas pacifiste mais bien militariste. Le sommeil de Mars est un avertissement : après la Trêve de Douze Ans (1609-1621), la Hollande ne doit pas relâcher sa vigilance et se laisser abuser par un calme trompeur, mais se préparer à une reprise des hostilités.
Enfin, selon l'historien J. W. Smit, la peinture est trop réaliste pour avoir une dimension métaphorique. Pour les contemporains de Ter Brugghen, un homme en armure avec un tambour ne représente pas le symbole de la guerre mais un élément banal de leur vie quotidienne marquée par les combats. L'assimilation de l'homme à Mars serait ainsi une surinterprétation postérieure des antiquaires et historiens de l'art.

## Influence
Le tableau de Ter Brugghen a servi d'inspiration à plusieurs autres peintres, tels que Carel Fabritius et sa Sentinelle (1654, Schwerin) ou Willem Drost et son Homme debout en armure (1650-59, Cassel). Un autre tableau de Ter Brugghen, Les Joueurs de Backgammon (1627), représente un homme portant une armure similaire.

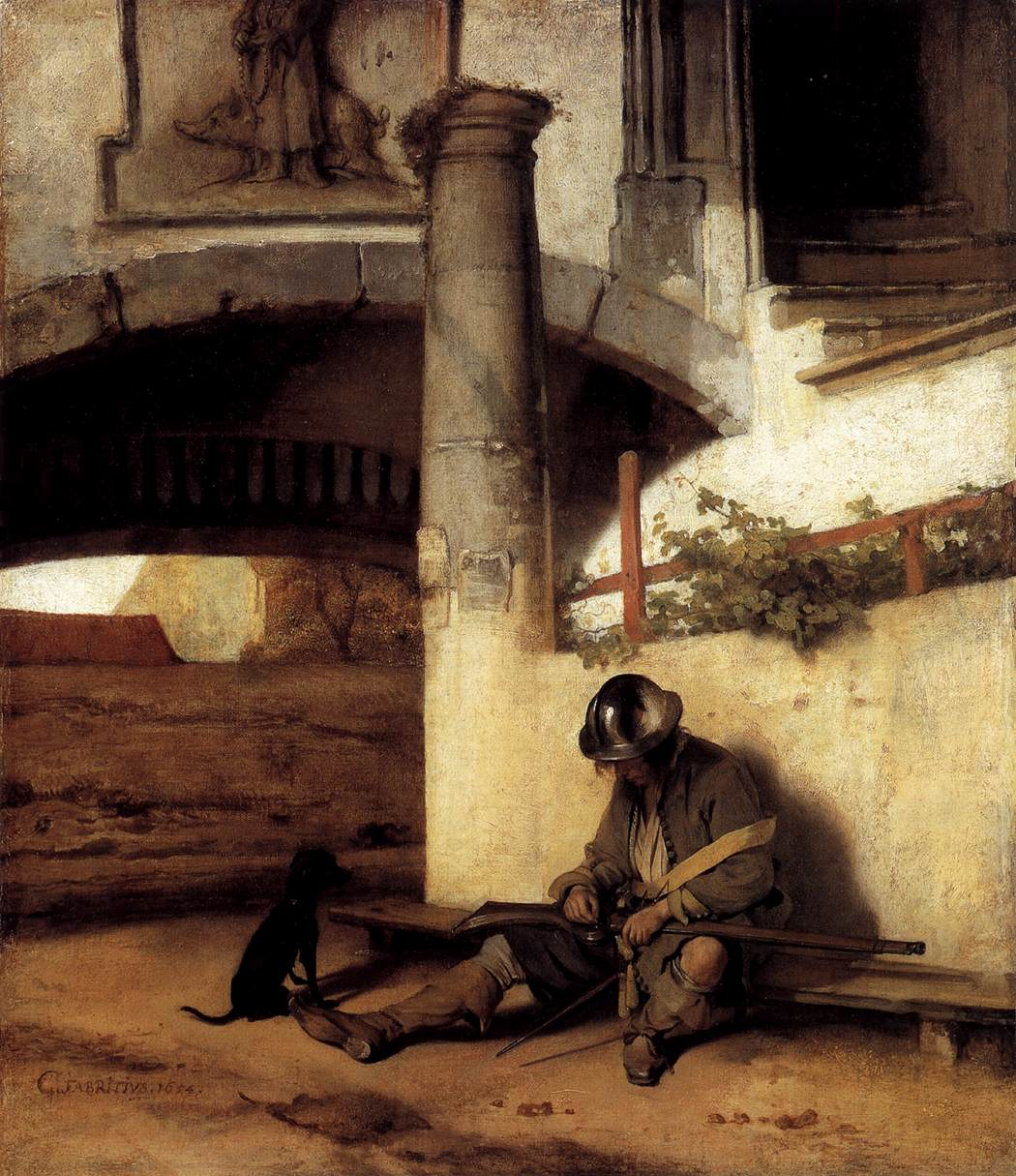
Carel Fabritius, Sentinelle, 1654, Staatliches Museum (Schwerin).
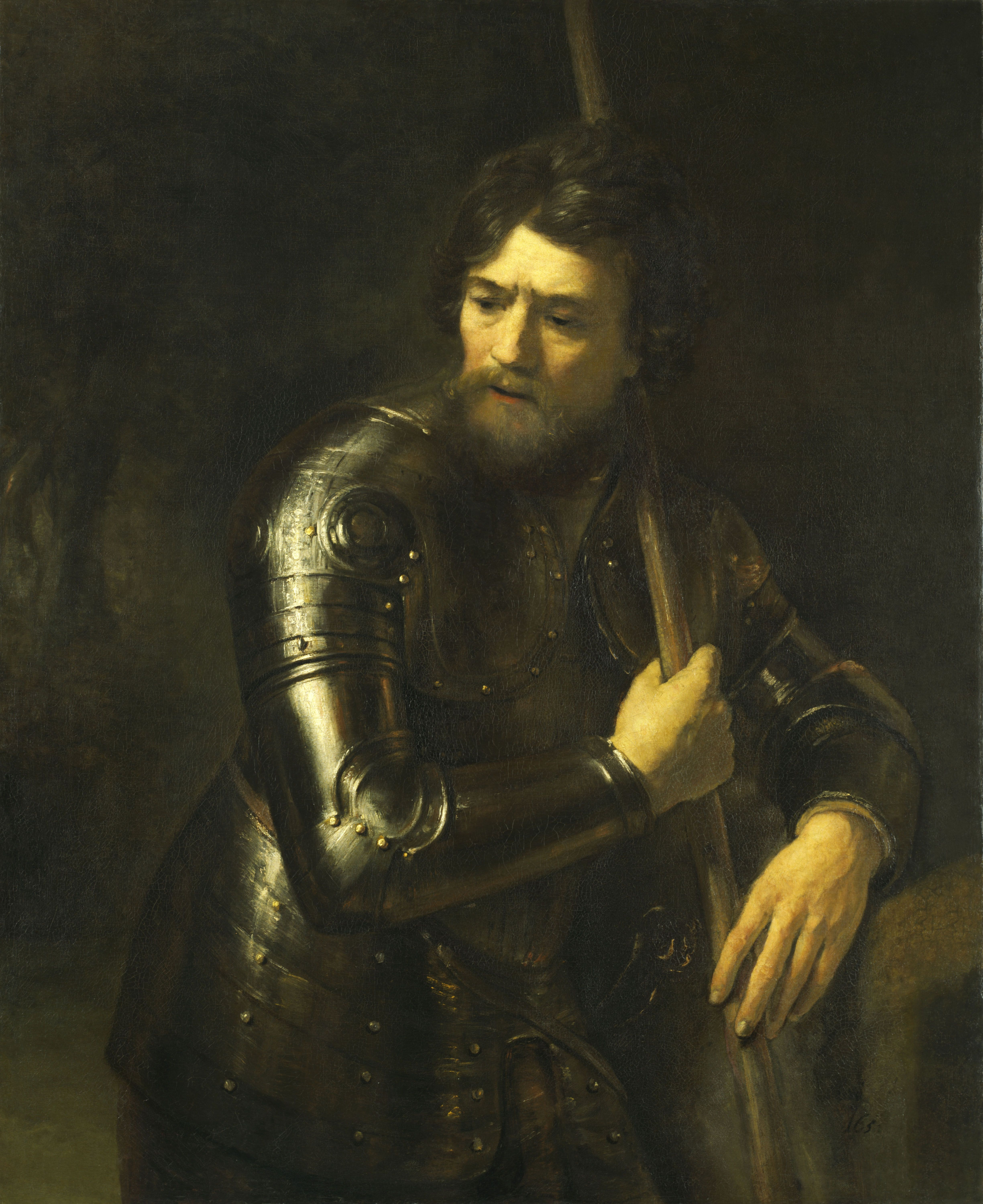
Willem Drost, Homme debout en armure ou Portrait d'un officier en armure, 1650-59,  Gemäldegalerie Alte Meister (Cassel).

L'œuvre est également mentionnée dans un poème de Lambert van den Bos (1610-1698), Konst kabinet van Marten Kretzer (Cabinet d'art de Martin Kretzer),.